# Salto mortale (serie televisiva)
Salto mortale (Salto Mortale - Die Geschichte einer Artistenfamilie) è una serie televisiva tedesca in 18 episodi trasmessi per la prima volta nel corso di 2 stagioni dal 1969 al 1972.
È incentrata sulla storia della famiglia circense tedesca del Circo Krone. La produzione si avvalse dei "Flying Steeles", una squadra di trapezisti.

## Personaggi e interpreti
- Carlo Doria (stagioni 1-2), interpretato da Gustav Knuth.
- Lola (stagioni 1-2), interpretata da Gitty Djamal.
- Sascha Doria (stagioni 1-2), interpretato da Horst Janson.
- Rodolfo (stagioni 1-2), interpretato da Andreas Blum.
- Viggo (stagioni 1-2), interpretato da Hans-Jürgen Bäumler.
- Nina (stagioni 1-2), interpretato da Karla Chadimová.
- Francis (stagioni 1-2), interpretato da Margitta Scherr.
- Direktor Kogler (stagioni 1-2), interpretato da Hans Söhnker.
- Helga (stagioni 1-2), interpretata da Sabine Eggerth.
- Gordon (stagioni 1-2), interpretato da Wilhelm Bühring.
- Biggi (stagioni 1-2), interpretato da Andrea L'Arronge.
- Pedro (stagioni 1-2), interpretato da Niko Macoulis.
- Tino (stagioni 1-2), interpretato da Alexander Vogelmann.
- Ansagerin (stagioni 1-2), interpretato da Yumata Pauli.
- Mischa (stagioni 1-2), interpretata da Hellmut Lange.
- Horn (stagioni 1-2), interpretato da Bum Krüger.
- Helmut (stagioni 1-2), interpretato da Helmut Werner.
- Manager Jacobsen (stagioni 1-2), interpretato da Joseph Offenbach.
- Brenda Lind (stagioni 1-2), interpretato da Ursula von Manescul.
- Texas Bill (stagioni 1-2), interpretato da Bruno W. Pantel.
- Tiger-Lilli (stagioni 1-2), interpretato da Kai Fischer.
- Jenny (stagioni 1-2), interpretata da Irmgard Paulis.

## Produzione
La serie, ideata da Fritz Aeckerle, fu prodotta da Südwestfunk. Le musiche furono composte da Rolf-Hans Müller.

### Sceneggiatori
Tra gli sceneggiatori della serie sono accreditati:
- Heinz Oskar Wuttig in 7 episodi (1969-1972)
- Michael Braun in 2 episodi (1969)
- Horst Pillau in 2 episodi (1969)

## Distribuzione
La serie fu trasmessa in Germania Ovest dal 29 gennaio 1969 al 26 gennaio 1972. In Italia è stata trasmessa con il titolo Salto mortale.
Alcune delle uscite internazionali sono state:
- in Germania Ovest il 29 gennaio 1969 (Salto mortale)
- in Spagna (Salto mortal)
- in Italia (Salto mortale)

## Episodi
| Stagione         | Episodi | Prima TV Germania Ovest |
| ---------------- | ------- | ----------------------- |
| Prima stagione   | 10      | 1969                    |
| Seconda stagione | 8       | 1971-1972               |